# Lambda de Goodman e Kruskal
Na Teoria das probabilidades e Estatística, o lambda de Goodman e Kruskal  ({\displaystyle \lambda }) é uma medida de redução proporcional no erro na análise de Tabela de contingência. Para qualquer amostra com uma variável independente nominal e variável dependente (ou aquelas que podem ser tratadas nominalmente), indica até que ponto as categorias e frequências modais para cada valor da variável independente diferem da categoria modal global e frequência, em outros termos para todos os valores da variável independente juntos. ({\displaystyle \lambda }) pode ser calculado com a equação:
{\displaystyle \lambda ={\frac {\varepsilon _{1}-\varepsilon _{2}}{\varepsilon _{1}}}.}
Onde:
{\displaystyle \varepsilon _{1}} é a frequência global não modal.
{\displaystyle \varepsilon _{2}} é a soma das frequências não-modais para cada valor da variável independente.
Os valores para lambda variam de zero (nenhuma associação entre variáveis dependentes e independentes) a uma (associação perfeita).

## Fraquezas
Embora o lambda seja usado para calcular a associação entre variáveis, ele produz um valor de 0 (nenhuma associação) sempre que duas variáveis estão de acordo, ou seja, quando a categoria modal é a mesma para todos os valores da variável independente, mesmo as frequências ou porcentagens modais variam.
Considere a tabela abaixo, que descreve uma amostra fictícia de 350 indivíduos, categorizada por status de relacionamento e pressão arterial. 
|                   |        | Estado de relacionamento | Estado de relacionamento | Total       |
| Solteiro          | Casado |                          |                          | Total       |
| ----------------- | ------ | ------------------------ | ------------------------ | ----------- |
| Pressão sanguínea | Normal | 80% (120)                | 51% (102)                | 63.4% (222) |
| Pressão sanguínea | Alta   | 20% (30)                 | 49% (98)                 | 36.6% (128) |
| Total             | Total  | 42.9% (150)              | 57.1% (200)              | 100% (350)  |

Aplicando ({\displaystyle \lambda }) na amostra:
{\displaystyle \lambda ={\frac {128-(30+98)}{128}}=0}
Mesmo que os dados demonstrem uma relação pronunciada entre as variáveis independentes e dependentes.